# 変ホ長調 (お笑いコンビ)
変ホ長調（へんホちょうちょう）は、日本のお笑いコンビ。事務所には所属せず、アマチュアとして活動している。2005年7月結成。『M-1グランプリ2006』、『女芸人No.1決定戦 THE W 2023』ファイナリスト。

## メンバー
2人の関係は元同僚で先輩後輩。現在、彼方は東京、小田は大阪で会社員をしながら芸人活動をしている。
彼方 さとみ（かなた さとみ、1970年4月1日 - ）（55歳）
大阪府出身。ボケ担当。立ち位置は向かって左。
かつて山中伊知郎の放送作家セミナーに通っていた。
関秀人が主宰していた大阪の人気劇団、立身出世劇場（2004年解散）の元所属女優。同劇団には他に、井之上チャル・山本禎顕・小柳こずえらが所属していた。

小田 ひとみ（おだ ひとみ、1965年2月24日 - ）（60歳）
京都府出身。ツッコミ担当。立ち位置は向かって右。
本名同じ。劇団そとばこまちの元所属女優。
「O・D・A」という芸名で『R-1ぐらんぷり』に出場したことがある。
2008年、『ダイナマイト関西』7月27日baseよしもと予選に出場。順調に決勝まで駒を進めるも、漫画家の和田ラヂヲに敗れ、決勝大会進出を逃す。

## 概要
『M-1グランプリ』に出るために2005年7月に結成した。コンビ名は、小田が合唱、彼方が電子オルガン演奏と、いずれも音楽の趣味を持っていることに由来する。同年の『M-1』でいきなり準決勝に進出し、続く2006年大会で決勝戦進出。芸能事務所に所属していないアマチュアコンビの決勝戦進出は大きな話題となり、翌年以降のアマチュアのエントリー増加に一役買うことになった。
2008年から始まった『キングオブコント』にも参加しており、第1回大会には3人目のメンバー石田千香子（＝普段は変ホ長調のブレーン的役割を担当している）を加えた「変記号」というトリオで、2009年の第2回大会ではさらにクマシロを加えた「変音記号」という4人組で出場している。
2009年7月11日に、マリア（イー☆ちゃん、ゆみみ）、ミスアルプス（おーたに、湯川☆セイントセイヤ）と3組出演のプチ単独ライブ『〜Etude〜』（東京・新宿バイタス）を行った。
2010年9月、阿佐ヶ谷姉妹との合同ライブ「阿佐ヶ谷姉妹と変ホ長調の大器晩成ライブ〜腹の立つことは明日言え〜」を開催。さらに2011年にも同名のライブを、東京と大阪の2公演開催。
『M-1』の出場資格を失った2021年からは『女芸人No.1決定戦 THE W』に出場し、2023年大会で決勝進出を決める。
2022年10月19日放送の『アマチュアたちのM-1グランプリ』（ABCラジオ）にて結成秘話や大会出場のきっかけがドラマ化された。

## 芸風
棒読み気味のスローテンポで、一般女性の雑談のような漫才を展開する。芸能人の名前など固有名詞を出して皮肉ることが多い。

## 賞レース等の成績

### M-1グランプリ
| 年               | 結果         | エントリーNo. | 会場                               | 日程     | 備考                                                                                  |
| ---------------- | ------------ | ------------- | ---------------------------------- | -------- | ------------------------------------------------------------------------------------- |
| 2005年（第5回）  | 準決勝敗退   | 2710          | 【大阪】なんばグランド花月         | 12月11日 |                                                                                       |
| 2006年（第6回）  | 決勝8位      | 3912          | 【東京】テレビ朝日                 | 12月24日 | 決勝戦キャッチコピー「史上最強のアマチュア」 史上唯一となるアマチュアのファイナリスト |
| 2007年（第7回）  | 3回戦敗退    | 不明          | 【東京】ルミネtheよしもと          | 11月24日 | 過去に決勝戦を経験したコンビの3回戦敗退は初                                           |
| 2008年（第8回）  | 3回戦敗退    | 不明          | 【大阪】大阪厚生年金会館芸術ホール | 11月30日 |                                                                                       |
| 2009年（第9回）  | 3回戦敗退    | 109           | 【大阪】京橋花月                   | 11月29日 |                                                                                       |
| 2010年（第10回） | 3回戦敗退    | 2525          | 【大阪】京橋花月                   | 11月21日 |                                                                                       |
| 2015年（第11回） | 2回戦敗退    | 90            | 【東京】雷5656会館ときわホール     | 10月11日 | 過去に決勝戦を経験したコンビの2回戦敗退は初                                           |
| 2016年（第12回） | 2回戦敗退    | 722           | 【東京】雷5656会館ときわホール     | 10月9日  |                                                                                       |
| 2017年（第13回） | 2回戦敗退    | 76            | 【東京】雷5656会館ときわホール     | 10月8日  |                                                                                       |
| 2018年（第14回） | 3回戦敗退    | 97            | 【東京】ルミネtheよしもと          | 10月15日 | 1回戦敗退後、再エントリーで通過                                                       |
| 2019年（第15回） | 準々決勝敗退 | 586           | 【東京】NEW PIER HALL              | 11月19日 |                                                                                       |
| 2020年（第16回） | 2回戦敗退    | 370           | 【京都】よしもと祇園花月           | 10月28日 | ラストイヤー。特例シード                                                              |

### 女芸人No.1決定戦 THE W
2021年大会から出場。
| 年     | 結果       | 決勝キャッチコピー   | 備考                                                  |
| ------ | ---------- | -------------------- | ----------------------------------------------------- |
| 2021年 | 準決勝敗退 |                      |                                                       |
| 2022年 | 準決勝敗退 |                      |                                                       |
| 2023年 | 決勝敗退   | 蘇る 伝説の素人漫才! | 史上初の50代ファイナリスト、1stステージ Cブロック敗退 |
| 2024年 | 準決勝敗退 |                      |                                                       |

### R-1ぐらんぷり（小田）
小田が「O・D・A」名義で出場。
- 2005年 R-1ぐらんぷり2005 - 準決勝敗退
- 2006年 R-1ぐらんぷり2006 - 準決勝敗退
- 2008年 R-1ぐらんぷり2008 - 準決勝敗退